# Seseli carinatum
Seseli carinatum är en flockblommig växtart som beskrevs av Pál Kitaibel. Seseli carinatum ingår i släktet säfferötter, och familjen flockblommiga växter. Inga underarter finns listade i Catalogue of Life.